# Electra eriophorum
Electra eriophorum är en mossdjursart som först beskrevs av Jean Vincent Félix Lamouroux 1816.  Electra eriophorum ingår i släktet Electra och familjen Electridae. Inga underarter finns listade i Catalogue of Life.